# مایکل هیگدون
مایکل هیگدون (انگلیسی: Michael Higdon؛ زادهٔ ۲ سپتامبر ۱۹۸۳) بازیکن فوتبال اهل بریتانیا است.
از باشگاه‌هایی که در آن بازی کرده‌است می‌توان به باشگاه فوتبال ترانمره راورز، باشگاه فوتبال شفیلد یونایتد، باشگاه فوتبال ان‌ئی‌سی نایمخن، باشگاه فوتبال اولدهام اتلتیک، باشگاه فوتبال سنت میرن، باشگاه فوتبال مادرول، باشگاه فوتبال کرو آلکساندرا، و باشگاه فوتبال فالکیرک اشاره کرد.